# Allgemeine deutsche Musikzeitung

La revue de langue allemande Allgemeine deutsche Musikzeitung (sous titrée: Wochenschrift für die Reform des Musiklebens der Gegenwart) était un journal musical qui a paru à Leipzig et à Cassel, puis à Berlin-Charlottenburg entre 1874 et 1884.
Le rédacteur en chef entre 1878 et 1881 était le compositeur Wilhelm Tappert, un « défenseur de la Nouvelle École allemande ». Le propriétaire et rédacteur en chef de 1881 à 1884 était le compositeur Otto Leßmann (de), qui était actif également « dans le sens progressiste ». Parmi les contributeurs réguliers, on trouvait le musicologue Heinrich Reimann (de), l'organiste et musicologue Albert Heintz (qui se chargeait de traiter de « Richard Wagner »), la compositrice Luise Adolpha Le Beau ainsi que Hans von Bülow, dont les « Skandinavische Concertreiseskizze » ont été publiées d'avril à mai 1882.
En 1885, l'Allgemeine deutsche Musikzeitung a fusionné avec l'« Allgemeinen Musikzeitung » qui a été dirigé par Otto Leßmann.